# Ömer Kaner
Ömer Kaner, né le 21 mai 1951 à Istanbul, est un footballeur - évoluant au poste d'attaquant - et actuel directeur technique turc.

## Biographie
Pour la saison 1974-1975, il inscrit 14 buts avec Eskişehirspor K. Il va ensuite au Fenerbahçe SK, à Zonguldakspor et Karagümrük et est sélectionné une fois en équipe nationale.
En 1985, il commence une carrière d'entraîneur au Fenerbahçe en tant qu'entraineur adjoint de Guus Hiddink et Todor Veselinovic. En 1993, il devient successivement directeur technique dans les clubs suivants : Denizlispor, Sariyer, Erzurumspor, Aydinspor, Eskisehirpor, Elazigspor, Kayseri Erciyesspor, Pogon Szczecin, Altay, Hatayspor et Aksarayspor. En 1993-1994, il fait travailler Denizlispor et fait monter l'équipe en Super Ligue. Kaner est actuellement entraîneur de l'équipe nationale turque de football en salle.

## Carrière

### Joueur
- 1973-1975 :  Eskişehirspor
- 1975-1977 :  Fenerbahçe SK
- 1977-1980 :  Zonguldakspor
- 1980-1982 :  Eskişehirspor
- 1982-1984 :  Fatih Karagümrük SK

### Entraîneur
- 1991 :  Zeytinburnu SK
- 1991-1993 :  Fenerbahçe SK
- 1993-1994 :  Denizlispor
- 1994 :  Sarıyer SK
- 1995 :  Erzurumspor
- 1995-1996 :  Aydınspor
- 1996 :  Diyarbakırspor
- 1996 :  Çaykur Rizespor
- 1997 :  Göztepe SK
- 1997 :  Kemerspor
- 1997-1998 :  Karşıyaka SK
- 1998-1999 :  Eskişehirspor
- 1999 :  Elazığspor
- 1999-2000 :  Kayseri Erciyesspor
- 2000-2001 :  Pogoń Szczecin
- 2001-2002 :  Altay SK
- 2003 :  Hatayspor
- 2003-2004 :  Aksarayspor
- 2006 :  Turquie futsal